# Ủy ban Khoa học về Nghiên cứu Nam Cực
Ủy ban Khoa học về Nghiên cứu Nam Cực, viết tắt theo tiếng Anh là SCAR (Scientific Committee on Antarctic Research) là một tổ chức phi chính phủ quốc tế hoạt động trong lĩnh vực nghiên cứu Nam Cực.

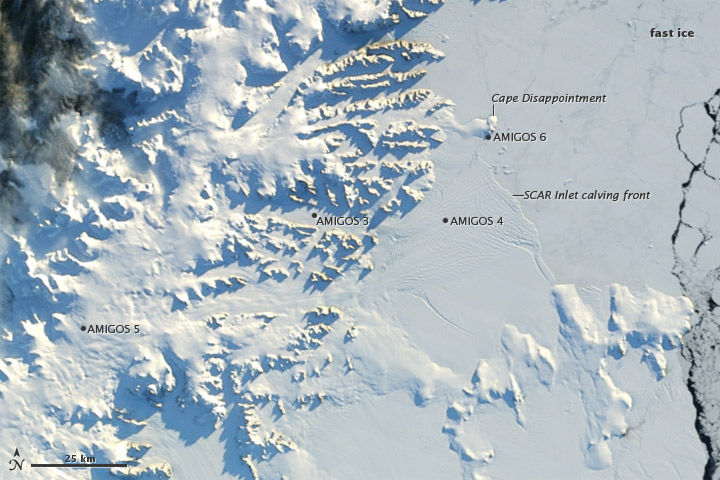
Khi bầu trời sáng trên Bán đảo Nam Cực - NASA Earth Observatory

SCAR thành lập năm 1958 , là thực thể liên kết đa ngành của Hội đồng Khoa học Quốc tế ICSU, nay là ISC , để tiếp nối các hoạt động đã thực hiện tại Nam cực trong Năm Vật lý Địa cầu Quốc tế (International Geophysical Year) 1957-58.
Ban thư ký SCAR đặt tại Scott Polar Research Institute, Cambridge, Anh Quốc. Chủ tịch đảm trách từ năm 2020 là Yeadong Kim từ  Hàn Quốc.

## Nhiệm vụ
SCAR điều phối và thúc đẩy các hoạt động khoa học trong khu vực của Nam Cực và Nam Đại Dương. SCAR cũng cung cấp, tư vấn khoa học quốc tế độc lập cho hệ thống Hiệp ước Nam Cực và các cơ quan khác.

## Tổ chức
Hoạt động khoa học của SCAR do Ban Thường vụ khoa học điều hành.
SCAR có các nhóm làm việc khác nhau trong các lĩnh vực sinh học, y học, trắc địa, băng hà học, khí tượng học, vật lý khí quyển và hải dương học. Các hoạt động này có sự liên kết với các tổ chức khoa học chuyên đề cùng quan tâm đến Nam Cực.
| Viết tắt | Tên tổ chức có liên kết                            | Tên gốc                                           |
| -------- | -------------------------------------------------- | ------------------------------------------------- |
| IAU      | Hiệp hội Thiên văn Quốc tế                         | International Astronomical Union                  |
| IGU      | Hội liên hiệp Địa lý Quốc tế                       | International Geographical Union                  |
| INQUA    | Liên hiệp Quốc tế về Nghiên cứu Đệ Tứ              | International Union for Quaternary Research       |
| IUBS     | Liên hiệp Khoa học Sinh học Quốc tế                | International Union of Biological Sciences        |
| IUGG     | Liên đoàn Trắc địa và Địa vật lý Quốc tế           | International Union of Geodesy and Geophysics     |
| IUGS     | Liên hiệp Khoa học Địa chất Quốc tế                | International Union of Geological Sciences        |
| IUPAC    | Liên đoàn Quốc tế về Hoá học Thuần túy và Ứng dụng | International Union of Pure and Applied Chemistry |
| IUPS     | Liên đoàn Khoa học Sinh lý Quốc tế                 | International Union of Physiological Sciences     |
| URSI     | Liên đoàn Khoa học Vô tuyến Quốc tế                | Union Radio Scientifique International            |

## Hoạt động
SCAR tư vấn khoa học cho các Hội nghị tư vấn về Hiệp ước Nam Cực, và các tổ chức khác về các vấn đề khoa học và bảo tồn ảnh hưởng đến việc quản lý của Nam Cực và Nam Đại Dương. Trong vai trò đó, SCAR đã có rất nhiều đề nghị về một loạt các vấn đề, và đã được đưa vào công cụ Hiệp ước Nam Cực.
Hội nghị khoa học mở (Open Science Conference) của SCAR tiến hành 2 năm một kỳ, vào năm chẵn. Hội nghị thứ 34 năm 2016 tổ chức tại Kuala Lumpur, Malaysia.
| Nr. | Năm  | Tại          | Nhiệm kỳ  | Chủ tịch                |
| --- | ---- | ------------ | --------- | ----------------------- |
| 37. | 2022 |              |           |                         |
| 36. | 2020 |              | 2020-...  | Yeadong Kim             |
| 35. | 2018 |              |           |                         |
| 34. | 2016 | Kuala Lumpur | 2016-2020 | Steven Chown            |
| 33. | 2014 |              | 2014-2015 | Jerónimo López-Martínez |

## Xuất bản
SCAR có từ điển địa lý tổng hợp Nam cực Composite Gazetteer of Antarctica Lưu trữ ngày 18 tháng 5 năm 2015 tại Wayback Machine (CGA) với danh sách liên kết quốc tế các tên địa lý ở Nam Cực.
Cứ hai năm SCAR thực hiện Đại hội đại biểu, trao đổi kinh nghiệm và đưa ra khuyến nghị cho nghiên cứu Nam Cực trong tương lai. Việc điều hành giữa kỳ do Ban Chấp hành và Ban thư ký SCAR, đặt tại Viện Nghiên cứu Địa cực Scott (Scott Polar Research Institute) ở Cambridge, Anh.